# 五龙壁
五龙壁即雕有五条龙的照壁。中华人民共和国境内保存有多处五龙壁。

## 五龙壁列表
- 五龙壁 (宣化)，位于中国河北省张家口市宣化区，河北省文物保护单位，清代所建。
- 大十字街五龙壁，位于中国山西省大同市平城区，山西省文物保护单位，清代所建。
- 兴国寺五龙壁，位于中国山西省大同市平城区，明代所建，现已移至善化寺前。平城兴国寺为全国重点文物保护单位。
- 天竺庙五龙壁，位于中国山西省大同市平城区，明代所建，目前保存在大同府文庙，该庙现为山西省文物保护单位。
- 寿宁观五龙壁，位于中国山西省代县，代县文物保护单位，明代所建。